# Joan Salvador i Boscà
Joan Salvador i Boscà (Calella, Maresme, 1598 ‒ Barcelona, 1681) fou un naturalista i farmacèutic i botànic català.
Fill del matrimoni format per Jacint Salvador, mercader de professió, i de Francesca Boscà, fou l'iniciador de la saga de destacats naturalistes en els cercles europeus. Exercí a Barcelona, on el 1623 esdevingué el cap de l'apotecaria, o farmàcia, de Gabriel Pedrol, un xic abans de casar-se amb una filla seva. Tingué correspondència amb alguns botànics notables, especialment amb Jacques Barrelier. Posà els fonaments del Museu Salvador, impulsat anys més tard pel seu fill Jaume Salvador i Pedrol i els seus nets Josep i Joan Salvador i Riera, part del qual ha arribat als nostres dies i es conserva a l'Institut Botànic de Barcelona. També va participar en la vida política barcelonina, formant part del Consell de Cent durant diversos períodes transcorreguts entre els anys 1638 i 1679.